# Гоянезия
Гоянезия (порт. Goianésia)  —  муниципалитет в Бразилии, входит в штат Гояс. Составная часть мезорегиона Центр штата Гойас. Входит в экономико-статистический  микрорегион Серис. Население составляет 53 317 человек на 2006 год. Занимает площадь 1547,650 км². Плотность населения — 34,04 чел./км².
Праздник города — 24 июня.

## Статистика
- Валовой внутренний продукт на 2005 год составляет 441 319 874,00 реалов (данные: Бразильский институт географии и статистики).
- Валовой внутренний продукт на душу населения на 2005 год составляет 8377,05 реалов (данные: Бразильский институт географии и статистики).
- Индекс развития человеческого потенциала на 2000 год составляет 0,742 (данные: Программа развития ООН).

## География
Климат местности: тропическая полупустыня.